# Kalgoorlie-Boulder
Kalgoorlie-Boulder är en gruvstad i den australiska delstaten Western Australia, cirka 600 kilometer från Perth.
Kalgoorlie grundades efter att guld hittats i området år 1893, och gruvdriften pågår än idag. När Kalgoorlie gick samman med Boulder 1989 blev den nya staden Kalgoorlie-Boulder världens till ytan största stad. Staden ligger i Australiens torra inland och förses med vatten via en pipeline från dammen Mundaring Weir i närheten av Perth.

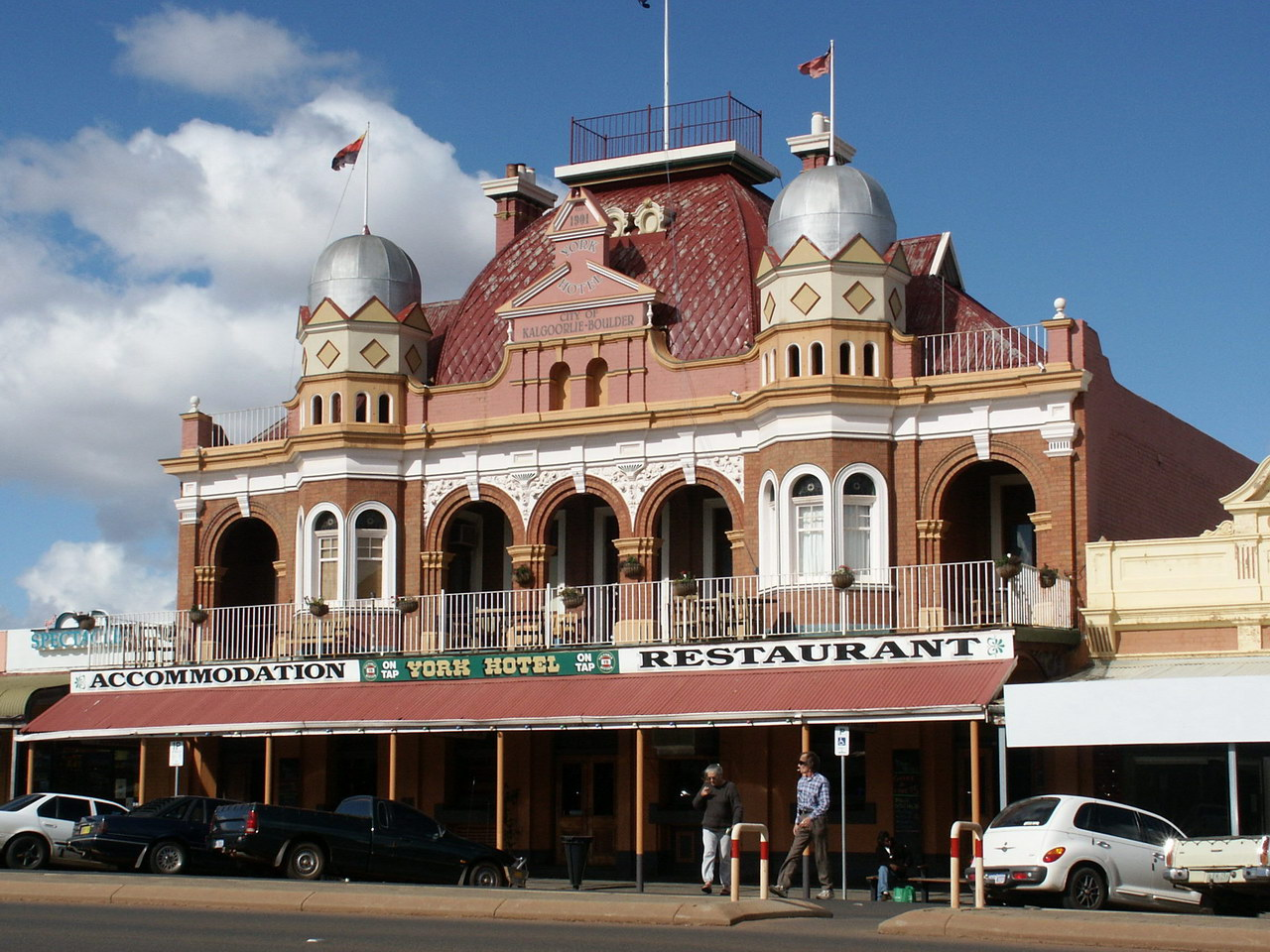
York Hotel, byggt år 1900, är en av Kalgoorlies mest kända byggnader.